# 金士福
金士福（韩语：／ Kim sa-Bok，1932年—1984年），韩国首爾出租车司机。
金士福生于1932年，日治朝鮮时期学习日语，后又自学英语。最迟在1970年代在首尔以开出租车为生。其并非一般出租车司机，而是酒店包车服务的专门司机。因通晓外语，接待客人多是外国人，尤其是日德两国记者。

## 涉及事件

### 文世光事件
1974年8月15日清晨，投宿于朝鲜酒店的文世光计划前往举行光复节29周年纪念仪式的中央国立剧场，虽拜托前台找车，但当时所有的出租车都已被叫走。此时，恰好一辆酒店的出租车驶来，正好空车。文便搭乘这辆车前往国立剧场。文是在日朝鲜人，日语流利，推测其试图伪装日本人。出租车归金士福所有，但司机并不是他。

### 与于尔根·欣茨佩特相遇
两人的相遇虽以光州事件闻名，但两人最初相遇却是在此之前。最迟是1975年8月17日，张俊河死亡事件时，二人就同时在场。

### 光州事件
1980年，德国公共广播联盟（ARD）驻东京记者于尔根·欣茨佩特察觉到韩国光州的不安动向，决定和录音师亨宁·鲁莫尔前往韩国。他在金浦机场与同行负责录音的记者和熟识的金士福会合，随后于5月20日启程前往光州。5月21日，欣茨佩特拍摄了韩国军队向市民开枪的画面，5月22日成功脱身并将底片送东京，随后再次前往光州。5月27日，当军方控制光州后，欣茨佩特于5月28日再次进入光州。经由德国将报道传遍世界，向全世界揭露了韩国军队的暴行。

## 去世与评价
电影《出租车司机》上映后金士福的存在受到广泛关注。因光州事件的行为受到好评的同时，其与文世光事件的关联又为其蒙上了一层阴影。在韩国，尤其是右翼，曾提出光州事件可能与朝鲜有关的说法，尤其是先有文世光“恰好”搭上金砂福的车，后又有金士福将外国记者送至光州。但光州事件否定论在韩国国内被视为禁忌，未能成为公开讨论的议题。
电影《出租车司机》上映后，一位名叫金承必的男子在Twitter上表示，影片中司机的原型其实是自己的父亲金士福，并提供了金士福与德国记者欣茨佩特的合影作为证明。
金承必很高兴父亲在民主化进程中的默默贡献得到了认可，但他对电影情节与现实的相差甚远强烈不满。例如，电影中将金士福描绘成有一个女儿的单亲爸爸，但实际上他有妻子和儿子。另外，电影中欣茨佩特只一次短暂地进入光州，但实际上他曾三次进入光州。最令金承必愤慨的是，电影描绘金士福为了赚取10万韩元而抢走其他司机的生意，这与事实完全不符。。
金承必透露，事后金士福受军队屠杀平民的血腥画面所刺激而患上严重创伤后压力症候群，并因此重度酗酒，最后于事发四年后的1984年12月因末期肝癌病逝，终年52岁。
于尔根·欣茨佩特在第二届宋建镐言论奖评价道如果没有勇敢的出租车司机金士福和光州年轻人的话，此纪录片就不可能诞生。